# Примитивные уравнения
Примитивные уравнения — система нелинейных дифференциальных уравнений, используемых для моделирования атмосферной динамики. Они состоят из трёх основных наборов уравнений:
1. Закон сохранения импульса
2. Закон сохранения энергии
3. Уравнение непрерывности

Эти уравнения связывают пять переменных u, v, ω, T, W и их изменения в пространстве и времени.
- {\displaystyle {\frac {\partial v}{\partial t}}=-{\frac {1}{\rho }}\nabla p-fk\times v+av}
- {\displaystyle {\frac {\partial T}{\partial t}}={\frac {\kappa T}{p}}\omega +{\frac {Q}{c_{p}}}}
- {\displaystyle {\frac {\partial \rho }{\partial t}}=-\rho \nabla \cdot v}
- {\displaystyle {\frac {\partial p}{\partial z}}=-g\rho }
- {\displaystyle p=\rho {R_{\mu }}T}